# Delta d'Hèrcules
Delta d'Hèrcules (δ Herculis) és un sistema estel·lar múltiple de magnitud aparent +3,14, el tercer element més brillant de la constel·lació d'Hèrcules després de Kornephoros (β Herculis) i ζ Herculis. Es troba a 79 anys llum del sistema solar. El seu component principal Aa s'anomena Sarin, que és també el nom tradicional del sistema.
Sarin és un estel binari les components del qual, separades tan sols 0,06 segons d'arc, només poden ser resoltes mitjançant tècniques d'interferometria. Encara que catalogada com subgegant de tipus espectral A3IV, l'estel principal (Sarin Aa), sembla ser un estrella blanca de la seqüència principal amb sol 370 milions d'anys. Té una temperatura de 8.500 K i una lluminositat 18,5 vegades major que la del Sol. La seva elevada velocitat de rotació, d'almenys 270 km/s, fa que completi un gir sobre si mateixa en menys de 9 hores.
A partir de la seva magnitud absoluta visual, l'estel secundari (Delta d'Hèrcules Ab) és, probablement, un estel de tipus F0 amb una temperatura de 7.500 K i una lluminositat 6,8 vegades major que la solar. La separació entre ambdues components és d'almenys 1,45 ua que, al costat d'una massa total del sistema de 3,6 masses solars, dona com a resultat un període orbital de 335 dies.
Delta d'Hèrcules B, Delta d'Hèrcules C i Delta d'Hèrcules D són tres estels visualment a 12, 172 i 192 segons d'arc de Delta d'Hèrcules A respectivament. El moviment d'elles no concorda amb el de Delta d'Hèrcules A, per la qual cosa hom pensa que no estan associades.